# وب سطحی
وب سطحی (همچنین شناخته‌شده به عنوان وب نمایان، وب فهرست‌شده، وب قابل نمایه‌سازی یا لایت‌نت) بخشی از وب جهان‌گستر است که به آسانی در دسترس عموم است و با موتورهای جستجوی وب استاندارد قابل جستجو است. این برعکس وب عمیق است؛ بخشی از وب که توسط موتور جستجوی وب فهرست نشده است. وب سطحی تنها شامل ۱۰ درصد از اطلاعاتی است که بر روی اینترنت وجود دارد. وب سطحی توسط مجموعه‌ای از صفحه‌های اینترنتی عمومی ساخته شده است که توسط هر موتور جستجویی قابل دسترسی است.
طبق یک منبع، تا ۱۴ ژوئن ۲۰۱۵، فهرست وب سطحی گوگل شامل ۱۴٫۸ میلیارد صفحه بوده است.